# Pia Lindström
Friedel Pia Lindström, född 20 september 1938 i Stockholm, är en svensk-amerikansk journalist, programledare och skådespelare.

## Biografi
Pia Lindström föddes i Stockholm som enda barn i äktenskapet mellan Ingrid Bergman och sedermera neurokirurgen Aron Petter Lindström. Då modern strax efter hennes födelse inledde sin internationella karriär i Hollywood flyttade familjen till USA, varvid Pia Lindström kom att växa upp både i New York, där fadern studerade till läkare, och i Beverly Hills. Efter föräldrarnas uppmärksammade skilsmässa, då modern i Italien 1949 inlett ett skandalomsusat förhållande med den italienske regissören Roberto Rossellini, träffade hon knappt sin mor på flera år utan bodde hos sin far i bland annat Pittsburgh och Salt Lake City. Hon studerade och avlade en Bachelor of Arts vid Mills College i Oakland. Då hon fyllde 18 år fick hon för första gången resa till Europa för att under världspressens omfattande bevakning återknyta den närmare kontakten med sin mor och sina nya halvsyskon i familjen Rossellini. Därefter bodde hon till och från hos dem i Italien och Frankrike och fortsatte senare studierna vid New York University. 
På 1960-talet medverkade hon som skådespelare i några filmer, bland annat i Giftas på italienska (1964) av Vittorio De Sica, men sökte sig samtidigt till mediavärlden vid tv-bolaget KGO-TV i San Francisco. Efter att där först ha arbetat som programledare för ett tvåtimmars TV-morgonprogram övergick hon efterhand till nyhetsredaktionen, där hon som reporter rapporterade om det oroliga sena 1960-talets San Francisco. I början av  1970-talet flyttade hon till New York där hon under tre år verkade som korrespondent för WCBC-TV tills hon bildade familj och fick barn. Därefter arbetade hon 1973-1997 vid New York-baserade tv-bolaget WNBC-TV. Efter en tid som reporter blev hon nyhetsankare – tillsammans med kollegan Melba Tolliver historisk som första nyhetsprogram lett av enbart kvinnor – och senare programledare för samhällsprogram. Hon gick efterhand över till kulturavdelningen som redaktör samt film- och teaterkritiker. I flera år har hon därefter flera dagar i veckan haft sitt eget radioprogram, Pia Lindström Presents, på den satellitsända radiokanalen Sirius XM Stars, där hon intervjuar kända personer inom olika områden.
Hon har länge varit ledamot av styrelserna för några av USA:s främsta teaterorganisationer: Theatre Development Fund, American Theatre Wing och priskommittén för Broadway-teaterpriset Tony Award. Hon verkar även som kommissionär för Staten New Yorks kommitté för skydd av naturparker och historiska värden.
Hon bor i New York, har två söner och är gift med advokaten Jack Carley. Hon är halvsyster till Isabella Rossellini och sex andra halvsyskon från föräldrarnas senare omgiften.

## Priser och utmärkelser
För sitt nyhetsarbete har hon erhållit två Emmy Awards samt AP:s New York Associated Press Broadcasters Award.

## Filmografi
Roller
- 1964 – Giftas på italienska
- 1965 – La donna del lago
- 1966 – De förföriska
- 1996 – Ingrid Bergman Remembered  (dokumentärmedverkan/manusförfattare)
- 2015 – Jag är Ingrid  (dokumentärmedverkan)

Producent/Intervjuare
- 2005 – Icons  (TV; Intervjuer med barn till kända personer)